# 大聖寺川
大聖寺川（だいしょうじがわ）は、石川県南部を流れる二級河川。
北陸地方には珍しい常緑広葉樹林の原生林・鹿島の森（国の天然記念物）が北潟湖の湖口付近の川沿いに広がり、植物学的に興味深い。

## 地理
石川県加賀市の南端にある大日山に源を発し北流。山中温泉、名前の元となった旧大聖寺町を経て、塩屋海岸で日本海に注ぐ。早くから上水道、発電などに利用されてきた。1965年4月には我谷ダムが完成し、翌年4月県営我谷発電所が発電を開始した。また2005年6月には九谷ダムが本格運用された。
上流の加賀市山中温泉で千束川・杉ノ水川と、我谷ダムで大内川と合流する。中流部では加賀市大聖寺町地区で三谷川と合流し大聖寺町を西流し、塩屋港で日本海に繋がる。
旧流路は市街地で蛇行しており、しばしば氾濫したため、流路の直線化及び上流の我谷ダム建設が行われた。市街地の旧流路は本流から分岐・合流する「旧大聖寺川」として残っており、沿岸は公園として整備されている。なお、旧大聖寺川では2006年から流し舟による遊覧（大聖寺流し船）があったが、運航ルートの安全確保が難しくなり、2020年4月に廃止された（船体は小松市が取得して2020年9月から木場潟で運航される）。
河口付近で北潟湖と合流する。北潟湖の湖口から河口までは福井県と石川県の県境になっており、河口の塩屋漁港は石川県西端、かつ福井県北端である。

## 流域の自治体
石川県
加賀市
福井県
あわら市（北潟湖）

## 主な支流
- 千束川
- 杉ノ水川
- 南谷川
- 大内谷川
- 三谷川
- 旧大聖寺川
- 北潟湖

## 主な橋梁
上流より示す。

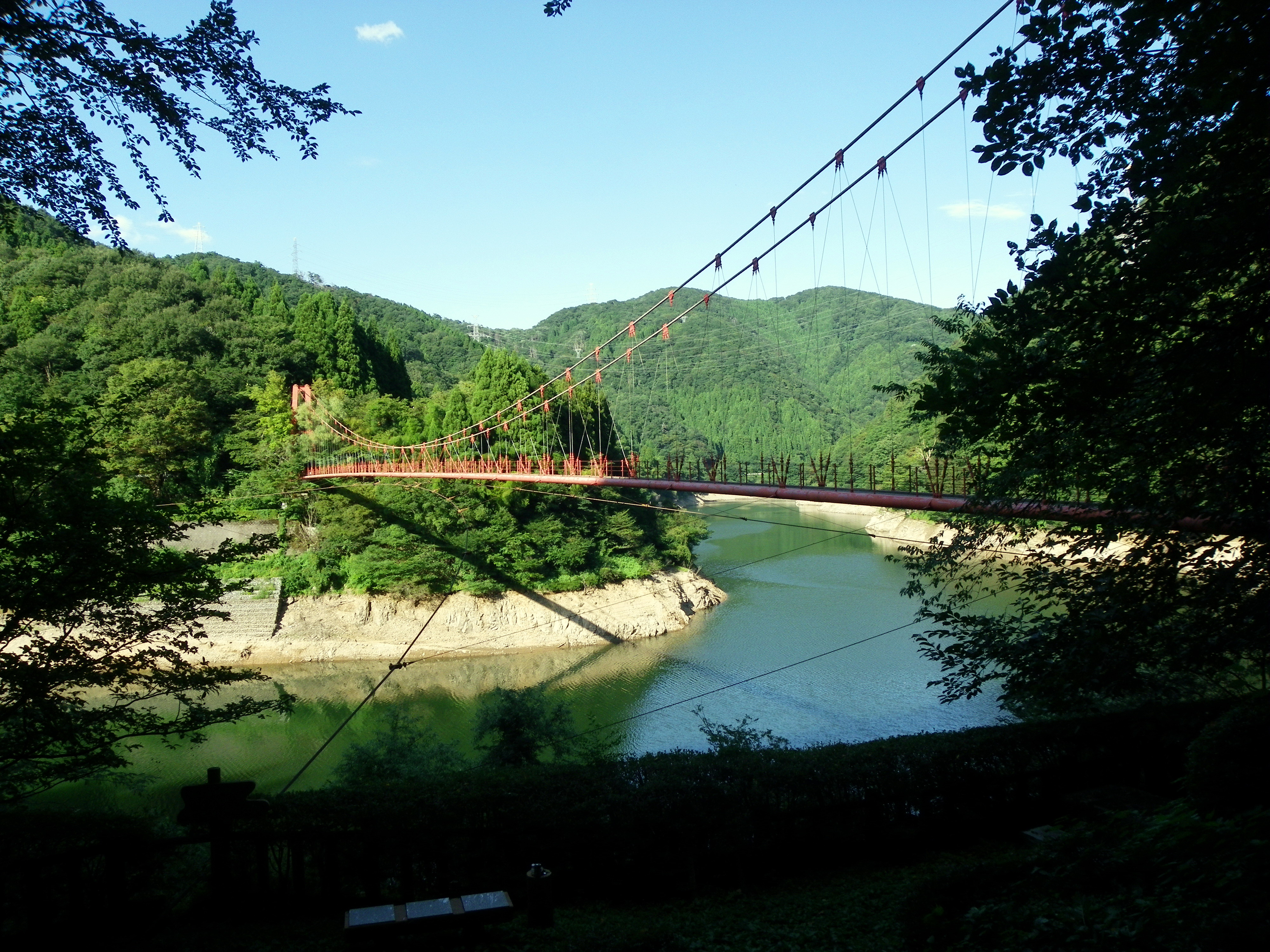
我谷吊橋

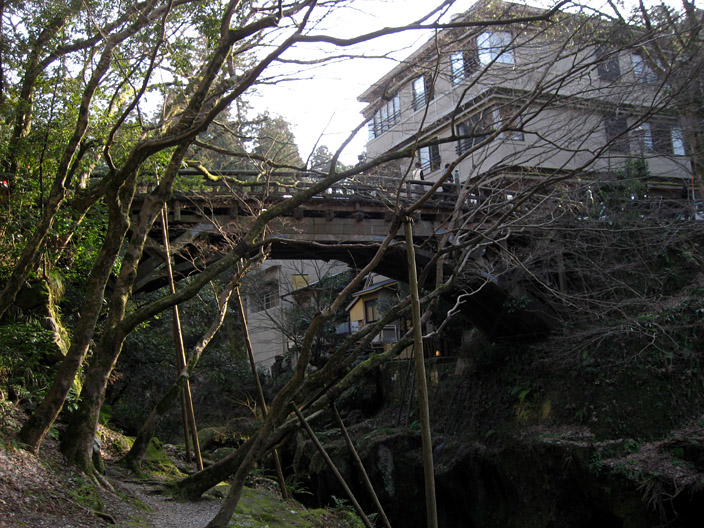
こおろぎ橋

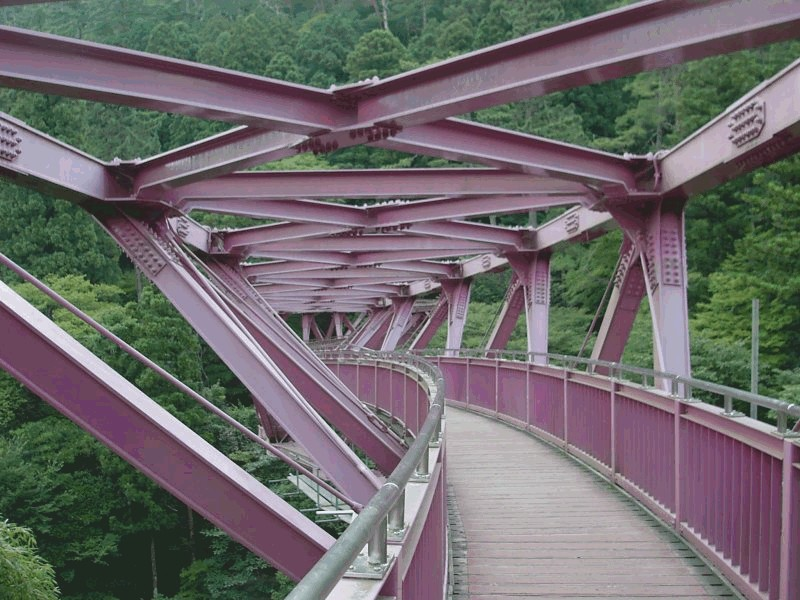
あやとり橋

- 九谷大橋（石川県道153号我谷今立塔尾線）
- 我谷吊橋
- 平岩橋
- 高瀬大橋
- こおろぎ橋
- あやとり橋
- 黒谷橋
- 白鷲大橋（石川県道39号山中伊切線）
- 加賀山中大橋（石川県道11号小松山中線）
- 河南大橋
- 保賀橋（石川県道151号水田丸黒瀬線）
- 加賀大橋（国道8号）
- 上河崎橋
- 下河崎橋
- 東永橋
- 敷地天神橋（石川県道145号串加賀線）
- 愛宕橋
- 錦城大橋（石川県道19号橋立港線）
- 旗陽橋
- 畑橋
- 宮前橋
- 下福田橋
- 水越橋
- 大聖寺川橋（北陸自動車道）
- 三ッ橋
- 三木大橋（石川県道296号三木塩屋線）
- 永井大橋
- 瀬越橋
- 塩屋大橋（石川県道117号塩屋港線）

## 河川施設
- 九谷ダム（石川県加賀市山中温泉枯渕町）
- 我谷ダム（石川県加賀市山中温泉我谷町）

## 観光 ・見所
- 鶴仙渓（こおろぎ橋～黒谷橋間・約1．3Km）
- 山中温泉
- 山代温泉
- 大聖寺（城下町・大聖寺藩・旧江沼郡大聖寺町）
- 鹿島の森（大聖寺川河口に位置、大聖寺川と北潟湖に囲まれている。）綱を掛けて住民で引っ張った（民話）

## ギャラリー

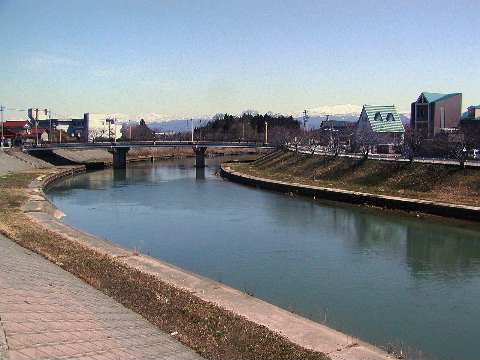
大聖寺川
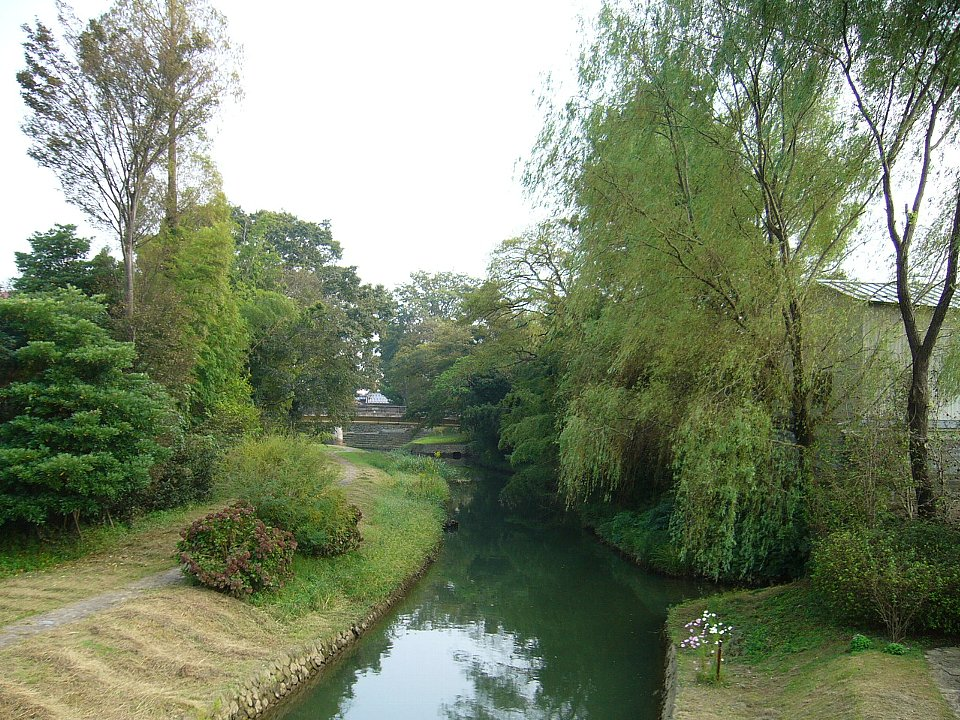
大聖寺市街地の旧大聖寺川
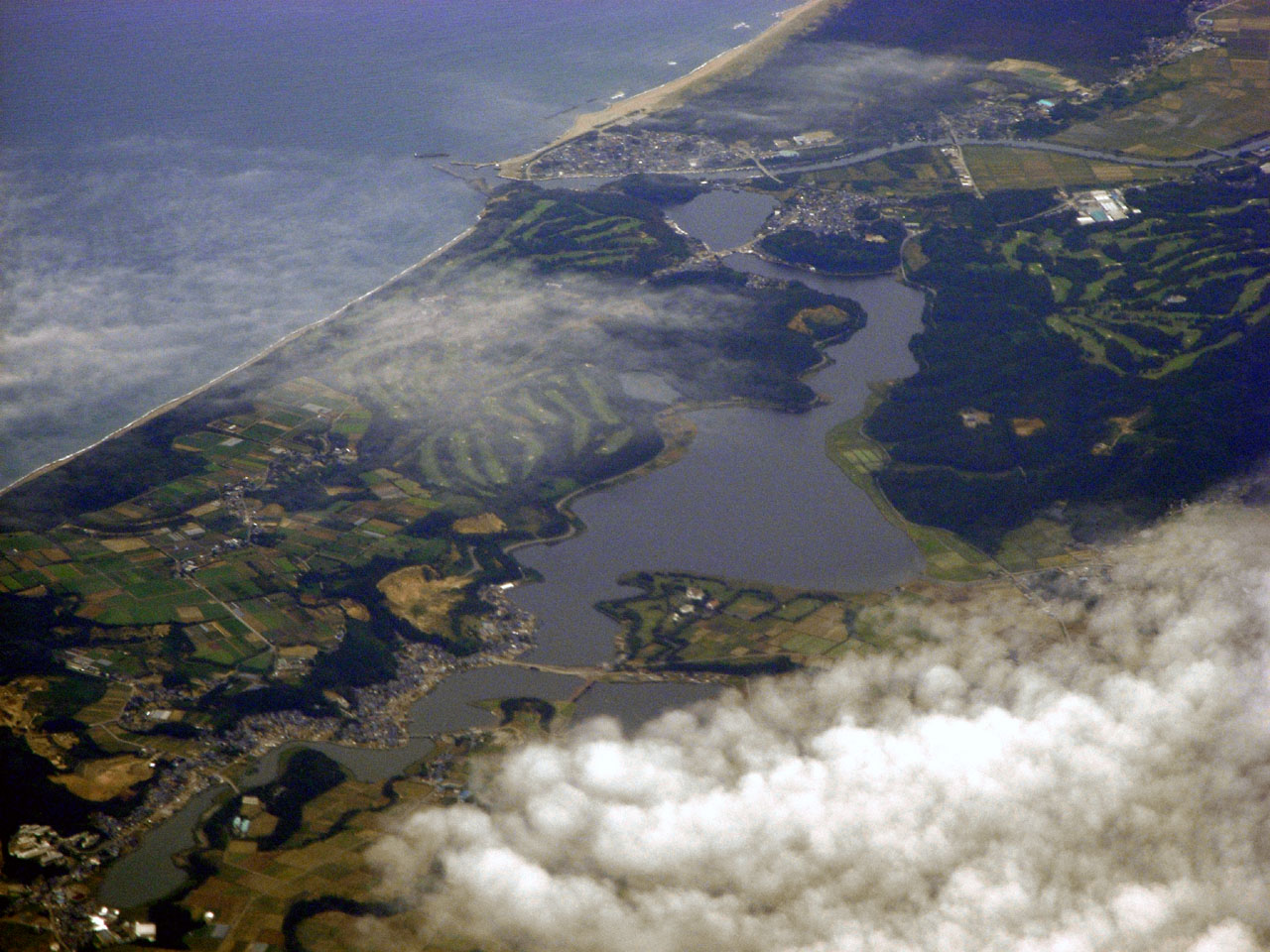
大聖寺川と北潟湖
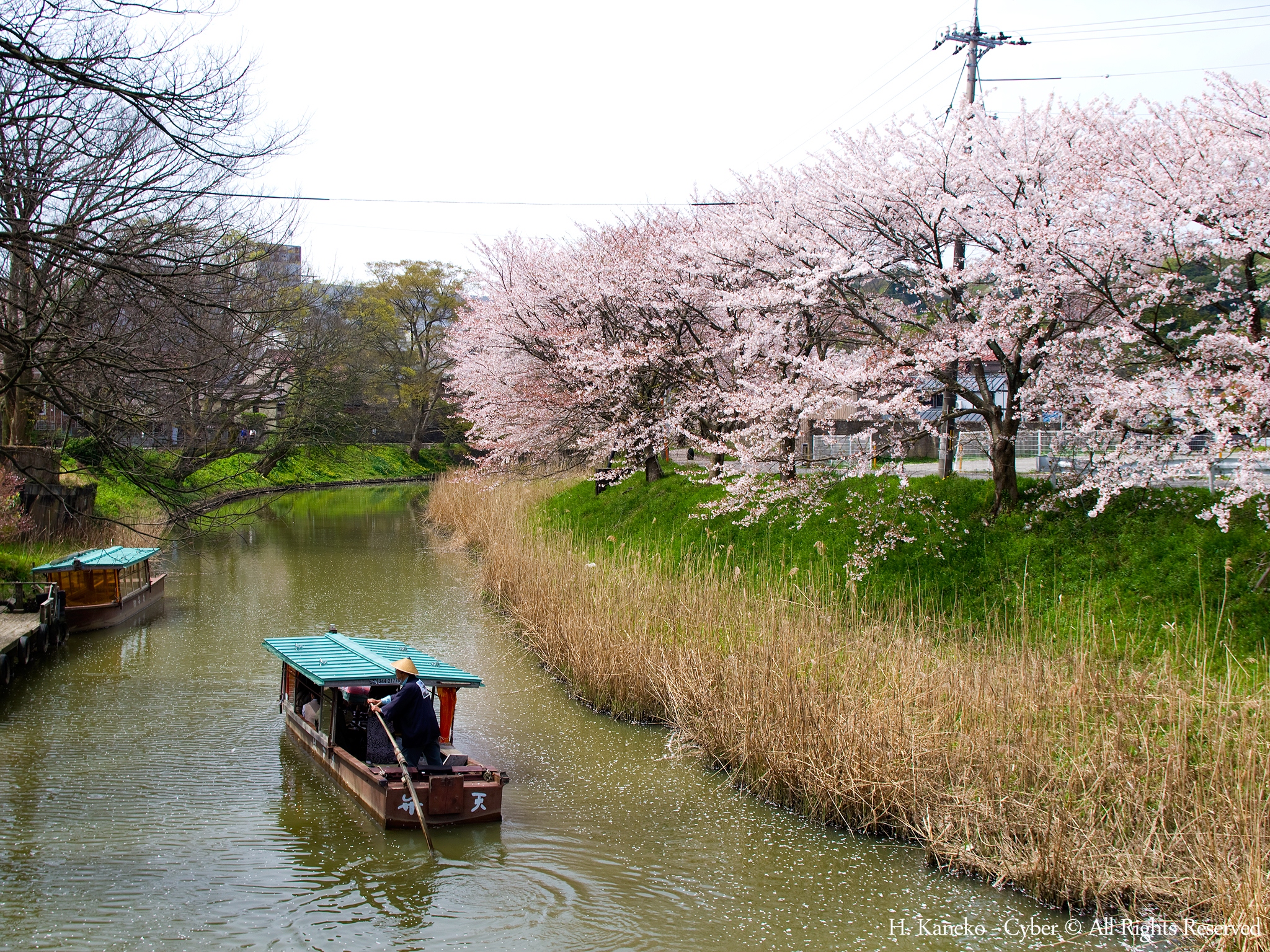
旧大聖寺川の大聖寺流し舟と桜